# Pascal Boyer
Pascal Boyer is een van oorsprong Franse antropoloog. In 2011 bekleedt hij de Henry Luce leerstoel bij de afdeling psychologie en antropologie van de Washington University in St. Louis. Hij werd vooral bekend om zijn boek uit 2001, Religion Explained. The Evolutionary Origins of Religious Thought (Godsdienst verklaard. De oorsprong van ons godsdienstig denken).

## Biografie
Op zijn curriculum vitae staat niets over vroege opleiding, geboortejaar en -plaats. Hij haalt in 1983 zijn doctoraalexamen in de culturele antropologie aan de Université Paris Ouest Nanterre La Défense. Tussen 1979 en 1985 doet hij antropologisch veldwerk in Afrika, onder andere in Kameroen.
Tussen 1986-1990 is hij als antropologisch onderzoeker verbonden aan het King's College in Cambridge.
In 1993 is hij senior onderzoeker en in 1999 onderzoekdirecteur bij het Centre National de la Recherche Scientifique in Lyon, Frankrijk. Daarnaast is hij van 1995 tot 1996 verbonden aan het Center for Advanced Study in the Behavioral Sciences van de Stanford-universiteit in Palo Alto in Californië in de Verenigde Staten. In 1999 en 2000 is hij 'visiting Fellow' aan het centrum voor evolutionaire psychologie van de University of California, Santa Barbara.

### Publicaties
Tussen 1980 en 2010 staan 82 publicaties op zijn naam in relevante (peer reviewed) wetenschappelijke tijdschriften of als hoofdstuk in een boek. Een selectie uit zijn publicaties:
- Boyer, P (2009) Cognitive predispositions and cultural transmission, in Boyer P & Wertsch JW (Eds.), Memory in Mind and Culture, New York: Cambridge University Press.
- Boyer, P (2008) Bound to Belief? Nature 455: 1038-9.
- Boyer, P (2007) Are Specialised Inference Engines the Precursors of Creative Imagination? In Roth, I. (Ed.), Imaginative Minds, London: British Academy, pp 239–258.
- Boyer, P & Barrett, HC (2005). Causal Inferences: Evolutionary Domains and Neural Systems, Invited contribution to an Interdisciplines.org web-conference on Causation (Anne Reboul, Editor). Internetartikel
- Boyer, P (2005). A Reductionistic Model of Distinct Modes of Religious Transmission, in Harvey Whitehouse & Robert McCauley (Eds.), Mind and Religion: Psychological and Cognitive Foundations of Religion, Altamira Press, pp. 3–30.
- Boyer, P & Barrett, HC (2005). Evolved Intuitive Ontology, in David Buss (Ed.), Handbook of Evolutionary Psychology, New York : John Wiley, pp. 96–118.
- Boyer, P (2003). Out of Africa. Lessons from a By-Product of Evolution, in Light, T. & Wilson, B. (Eds.), Religion as a Human Capacity, Leiden: Brill, pp. 27–44.
- Boyer, P (2001). Religion Explained. The Evolutionary Origins of Religious Thought, London: Random House & New York: Perseus, 404pp. Vertaald in het Nederlands[3], Frans, Spaans, Duits, Pools, Fins, Grieks, Japans en Italiaans.
- Boyer, P (1994). The Naturalness of Religious Ideas. A Cognitive Theory of Religion, Berkeley-Los Angeles: University of California Press.
- Boyer, P (1990).Tradition as Truth and Communication. A Cognitive Description of Traditional Discourse, Cambridge: Cambridge University Press.

## Godsdienst verklaard
In dit boek verklaart Pascal Boyer het ontstaan van religieuze opvattingen door de manier waarop de menselijke hersenen werken bij in de psychologie bekende processen waaronder pareidolie en zintuiglijke gezichtsherkenning. Boyer ondersteunt deze vooronderstellingen met wat bekend is uit vakdisciplines zoals de biologische antropologie, culturele antropologie, cognitiewetenschap, taalkunde, evolutiebiologie, cognitieve psychologie, evolutionaire psychologie, neurowetenschap en informatica.
Een belangrijke rol speelt het concept sprandrel. Dit concept werd in 1979 door de evolutiebiologen Stephen Jay Gould en Richard Lewontin ontwikkeld. Sprandrels zijn fysiologische en morfologische veranderingen door mutaties die evolutionair geen enkel voor- of nadeel hebben. Boyer beschouwt ze als parasieten. Godsdienstige voorstellingen zijn volgens hem ook zulke parasieten. Zelf zegt hij het zo:
Zoals ik al herhaaldelijk naar voren heb gebracht, vereist het opbouwen van godsdienstige voorstellingen mentale systemen en vermogens die hoe dan ook reeds bestaan, met of zonder godsdienstige voorstellingen. Godsdienstige moraal maakt gebruik van morele intuïties, godsdienstige voorstellingen van bovennatuurlijke wezens doen een beroep op onze intuïties omtrent handelende instanties in het algemeen, en zo verder. Dit is waarom ik gezegd heb dat godsdienstige voorstellingen parasiteren op ander mentale vermogens. Ons vermogen om muziek te maken, schilderijen te maken of zelfs gedrukte tekens in inkt op een bladzijde te duiden zijn in die zin ook parasitair. Dit betekent dat we kunnen verklaren hoe mensen muziek maken, schilderijen maken en leren lezen door te bestuderen hoe bij deze activiteiten mentale vermogens worden ingezet. Hetzelfde geldt voor godsdienst. Omdat die voorstellingen allerlei specifieke menselijke vermogens vereisen (een intuïtieve psychologie, een neiging aandacht te schenken aan bepaalde, tegen de intuïtie indruisende voorstellingen, evenals diverse aanpassingen in verband met het sociale denken), kunnen we godsdienst verklaren door te beschrijven hoe deze diverse vermogens worden ingezet, hoe ze bijdragen tot die kenmerken van godsdienst die we in zo veel verschillende culturen aantreffen. We hoeven niet aan te nemen dat er een speciale manier van functioneren bestaat die alleen maar voorkomt wanneer er godsdienstige gedachten verwerkt moeten worden.
Volgens Boyer
() bestaat (er) geen panacee om het bestaan en de gemeenschappelijke kenmerken van godsdienst te verklaren, aangezien dit verschijnsel het resultaat is van samengestelde relevantie, dat wil zeggen van de succesvolle activering van een hele reeks mentale systemen. Dit is ook het geval met geloof.
- Bibliothèque nationale de France: cb131631360 (data)
- CiNii: DA02039153
- Gemeinsame Normdatei: 1016768621
- International Standard Name Identifier: 0000 0001 2013 1858
- Library of Congress Control Number: n88207245
- Nationale Bibliotheek van Letland: 000018316
- Bibliotheek van het Japanse parlement: 01121806
- Nationale Bibliotheek van Tsjechië: mub20181013629
- Nationale Bibliotheek van Israël: 987007528065505171
- Nationale en Universitaire bibliotheek Zagreb: 000023653
- Nederlandse Thesaurus van Auteursnamen: 115440836
- ORCID: 0000-0002-0911-1212
- Réseau des bibliothèques de Suisse occidentale: 02-A012318923
- Système universitaire de documentation: 060108819
- Virtual International Authority File: 102391652
- WorldCat: E39PBJB49C3fcfyg88btvxBtrq